# 찰리 핀리
찰스 오스카 핀리(영어: Charles Oscar Finley, 1918년 2월 22일~1996년 2월 19일)는 "찰리 오"(영어: Charlie O, 영어: Charley O)라는 별명으로 알려진 미국의 사업가로, 메이저 리그 베이스볼(MLB) 팀 오클랜드 애슬레틱스의 구단주였다. 애슬레틱스가 캔자스시티를 연고지로 했을 때 구단을 사들였으며, 1968년에 오클랜드로 연구지를 이전했다. 잠시 내셔널 하키 리그(NHL)의 캘리포니아 골든 실스와 아메리칸 농구 협회(ABA)의 멤피스 탐스의 구단주를 맡기도 했다.